# Teatro Politeama (Palermo)

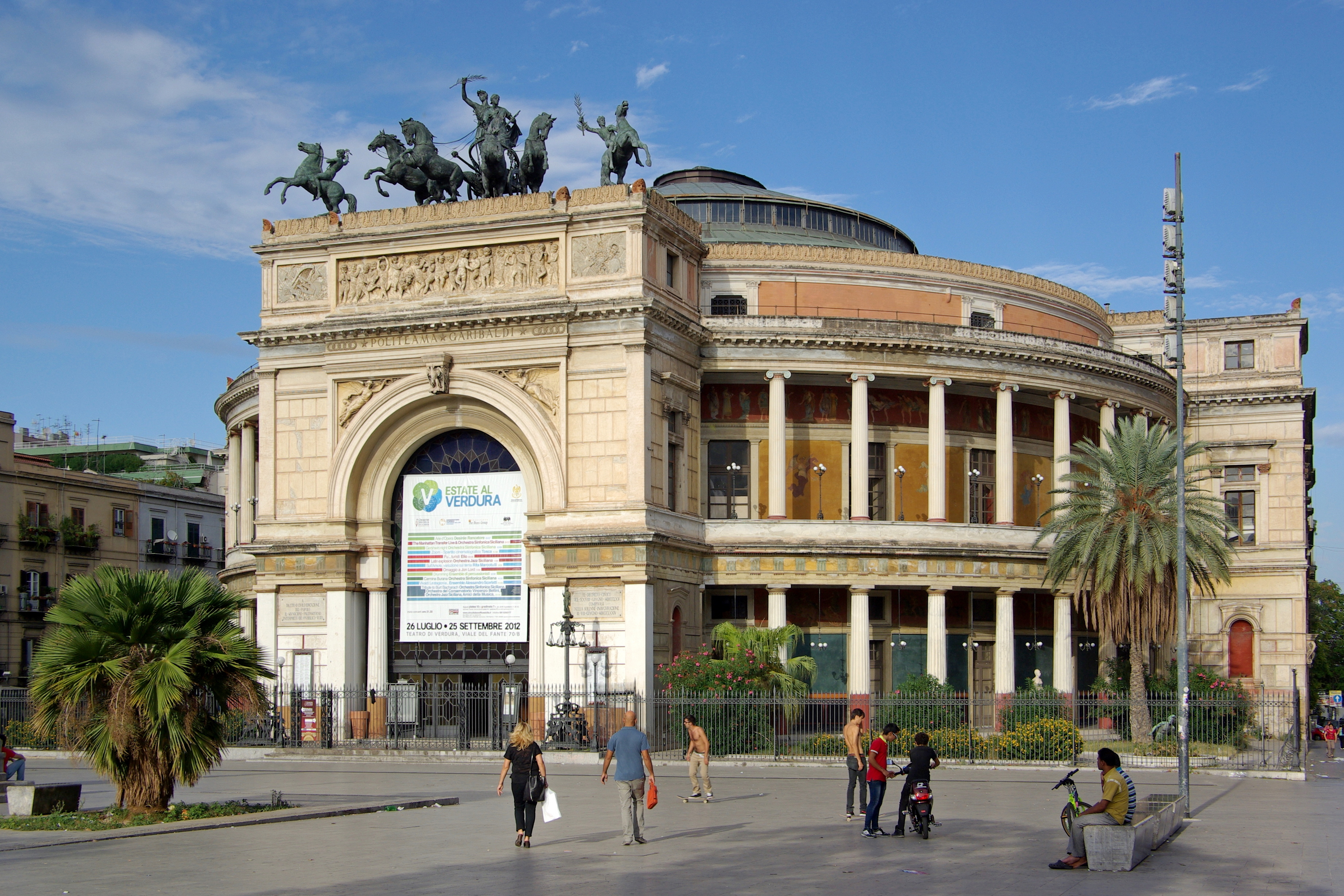
Teatro Politeama

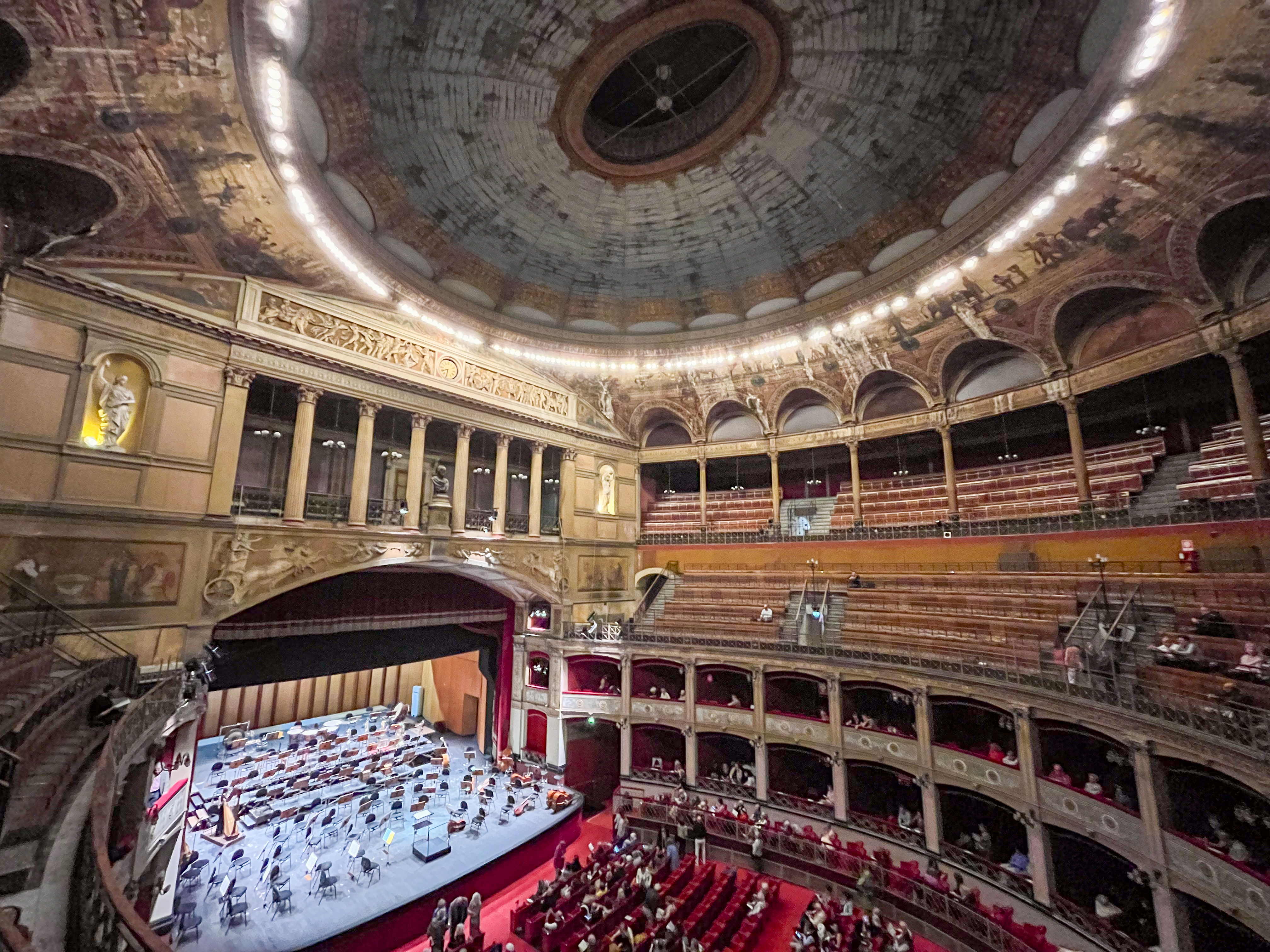
Innenansicht des Teatro Politeama Garibaldi

Das Teatro Politeama oder Teatro Politeama Garibaldi ist ein Theatergebäude in Palermo. Es wurde 1867 bis 1874 von Giuseppe Damiani Almeyda im Stil des Neoklassizismus erbaut. Dabei ließ Almeyda sich von Bauten aus Pompeji inspirieren.
Der kreisförmigen Fassade sind Säulengänge vorgesetzt, im Erdgeschoss mit dorischen Säulen und im Obergeschoss mit ionischen Säulen. Der Eingang ist als Triumphbogen gestaltet und wird von einer Quadriga von Mario Rutelli gekrönt.
In Seitenräumen des Teatro Politeama befand sich von 1910 bis 2005 die Galleria d’Arte moderna Empedocle Restivo mit Gemälden ab dem 18. Jahrhundert bis zur Gegenwart. Seit 2006 ist sie unter dem Namen Galleria d’arte moderna in dem ehemaligen Klosterkomplex von Sant’Anna untergebracht.